# Кподо, Бенард
Бенард Кподо (англ. Benard Kpodo; род. 6 июля 2008) — ганский футболист, полузащитник клуба «Нсоатремен».

## Клубная карьера
Является воспитанником ганской клуба «Нсоатремен». В его составе 30 октября 2022 года дебютировал в матче чемпионата Ганы с «Карела Юнайтед», появившись на поле в середине второго тайма. На последних минутах встречи Кподо заработал жёлтую карточку за игру рукой.

## Клубная статистика
| Выступление      | Выступление      | Выступление      | Лига | Лига | Кубки | Кубки | Конт. кубки | Конт. кубки | Итого | Итого |
| Клуб             | Лига             | Сезон            | Игры | Голы | Игры  | Голы  | Игры        | Голы        | Игры  | Голы  |
| ---------------- | ---------------- | ---------------- | ---- | ---- | ----- | ----- | ----------- | ----------- | ----- | ----- |
| Нсоатремен       | Премьер-лига     | 2022/23          | 5    | 0    | 0     | 0     | 0           | 0           | 5     | 0     |
| Нсоатремен       | Итого            | Итого            | 5    | 0    | 0     | 0     | 0           | 0           | 5     | 0     |
| Всего за карьеру | Всего за карьеру | Всего за карьеру | 5    | 0    | 0     | 0     | 0           | 0           | 5     | 0     |